# Alcides Escobar
Pour les articles homonymes, voir Escobar.
Alcides Escobar (né le 16 décembre 1986 à La Sabana, Venezuela) est un joueur d'arrêt-court de la Ligue majeure de baseball.
Membre des Royals de Kansas City de 2011 à 2017, il est élu joueur par excellence de la Série de championnat 2015 de la Ligue américaine et fait partie de l'équipe championne de la Série mondiale 2015.

## Carrière

### Brewers de Milwaukee

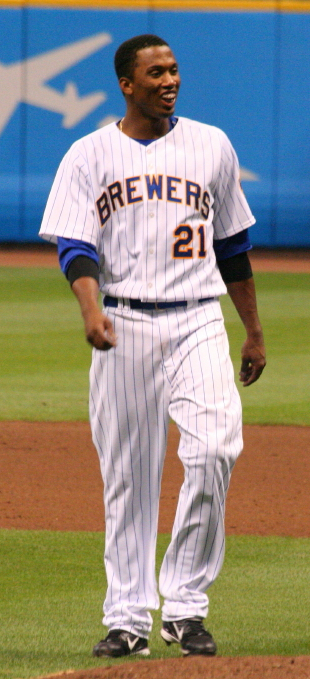
Escobar en 2009 avec Milwaukee.

Alcides Escobar signe son premier contrat professionnel en 2003 avec les Brewers de Milwaukee. Il fait ses débuts dans les majeures le 3 septembre 2008, jouant neuf parties en fin de saison pour les Brewers. Il obtient son premier coup sûr en carrière à son premier match, aux dépens d'un lanceur des Mets de New York, Scott Schoeneweis.
Le jeune arrêt-court passe la majorité de la saison 2009 en ligue mineure, mais est rappelé en août pour les Brewers, avec qui il complète la campagne et dispute 38 matchs. Le 23 août, à l'occasion d'une visite à Washington, il claque son premier coup de circuit dans les majeures, contre le lanceur des Nationals Craig Stammen. Escobar maintient une excellente moyenne au bâton de,304 durant ce séjour avec Milwaukee, avec 38 coups sûrs, 20 points marqués et 11 points produits.
Membre de l'effectif des Brewers en 2010, Escobar joue 145 parties. Sa moyenne au bâton n'est cependant que de,235. Il réussit 119 coups sûrs, dont quatre circuits, et produit 41 points, en plus d'en marquer 57 et de voler 10 buts.

### Royals de Kansas City
Le 19 décembre 2010, Alcides Escobar est l'un des quatre joueurs (avec le voltigeur de centre Lorenzo Cain, le lanceur de relève Jeremy Jeffress et le lanceur des mineures Jake Odorizzi) à passer aux Royals de Kansas City dans l'importante transaction qui envoie le lanceur étoile Zack Greinke et l'arrêt-court Yuniesky Betancourt à Milwaukee.
Il occupe le poste d'arrêt-court des Royals en 2011 et frappe pour ,254 avec 46 points produits.
En 2012, il réussit 177 coups sûrs, son plus haut total en une saison, et maintient une moyenne au bâton de ,293. Il réussit son record personnel de 35 buts volés et n'est retiré que 5 fois en tentative de vol. En revanche, il est 100 fois retiré sur des prises, plus que dans tout autre de ses saisons, un nombre qui sera toutefois à la baisse dans les années subséquentes.
Ses statistiques offensives sont à la baisse en 2013, alors que sa moyenne au bâton passe de ,293 à ,234 et que sa moyenne de présence sur les buts chute de ,331 à seulement ,259. Il réussit malgré tout 22 buts volés et 52 points produits en 158 matchs.
Il rehausse son jeu en 2014 et dispute tous les matchs des Royals : les 162 de la saison régulière et les 15 matchs de séries éliminatoires. Il frappe pour ,285 de moyenne au bâton avec 31 buts volés, 50 points produits et de nouveaux records personnels de points marqués (74) et de doubles (34). Il frappe pour ,292 avec un circuit et 5 points produits en éliminatoires, incluant 9 coups sûrs dont 3 doubles en Série mondiale 2014, où il frappe pour ,310.

#### Saison 2015
Escobar est invité au match des étoiles 2015, ayant été voté sur la formation de départ de la Ligue américaine par les partisans. Il joue 148 matchs de saison régulière, frappant pour ,257 avec un nouveau record personnel de 76 points marqués. Sa moyenne de présence sur les buts demeure faible, passant de ,317 l'année précédente à seulement ,293. Ses 17 buts volés représentent son plus bas total depuis 2010.
En éliminatoires cependant, il brille lors de la Série de championnat 2015 de la Ligue américaine remportée par les Royals sur les Blue Jays de Toronto. Escobar est nommé joueur par excellence de la Série de championnat après une performance de 11 coups sûrs dont deux doubles et un triple, 6 points marqués et 5 points produits face aux Blue Jays. Dans la série de 6 matchs, il frappe pour ,478 de moyenne au bâton et sa moyenne de présence sur les buts s'élève à ,481. Escobar, qui est premier de l'ordre des frappeurs des Royals, réalise aussi une performance inédite en amorçant chacun des premiers tours au bâton de son équipe avec un coup sûr lors des 4 premiers matchs de la série.
Le 27 octobre 2015, Escobar est le premier frappeur des Royals dans le premier match de la Série mondiale 2015 à Kansas City. Il réussit un circuit intérieur sur le premier lancer qu'il reçoit. Il s'agit du premier circuit intérieur en finale depuis celui de Mule Haas des Athletics de Philadelphie en Série mondiale 1929, du 12e circuit à l'intérieur du terrain de l'histoire des Séries mondiales, du second réussi comme premier frappeur de son équipe depuis Patsy Dougherty des Americans de Boston en Série mondiale 1903 et du premier réussi dans un premier match de Série mondiale depuis Casey Stengel des Giants de New York en 1923.

## Statistiques
| Saison | Équipe      | G    | AB   | R   | H    | 2B  | 3B | HR | RBI | SB  | BA    |
| ------ | ----------- | ---- | ---- | --- | ---- | --- | -- | -- | --- | --- | ----- |
| 2008   | Milwaukee   | 9    | 4    | 2   | 2    | 0   | 0  | 0  | 0   | 0   | 0,500 |
| 2009   | Milwaukee   | 38   | 125  | 20  | 38   | 3   | 1  | 1  | 11  | 4   | 0,304 |
| 2010   | Milwaukee   | 145  | 506  | 57  | 119  | 14  | 10 | 4  | 41  | 10  | 0,235 |
| 2011   | Kansas City | 158  | 548  | 69  | 139  | 21  | 8  | 4  | 46  | 26  | 0,254 |
| 2012   | Kansas City | 155  | 605  | 68  | 177  | 30  | 7  | 5  | 52  | 35  | 0,293 |
| 2013   | Kansas City | 158  | 607  | 57  | 142  | 20  | 4  | 4  | 52  | 22  | 0,234 |
| 2014   | Kansas City | 162  | 579  | 74  | 165  | 34  | 5  | 3  | 50  | 31  | 0,285 |
| 2015   | Kansas City | 148  | 612  | 76  | 157  | 20  | 5  | 3  | 47  | 17  | 0,257 |
| 2016   | Kansas City | 162  | 637  | 57  | 166  | 24  | 6  | 7  | 55  | 17  | 0,261 |
| Totaux | Totaux      | 1135 | 4223 | 480 | 1105 | 166 | 46 | 31 | 354 | 162 | 0,262 |

Note : G = Matches joués ; AB = Passages au bâton; R = Points ; H = Coups sûrs ; 2B = Doubles ; 3B = Triples ; 
HR = Coup de circuit ; RBI = Points produits ; SB = Buts volés ; BA = Moyenne au bâton.